# Herrschaft Feldsberg

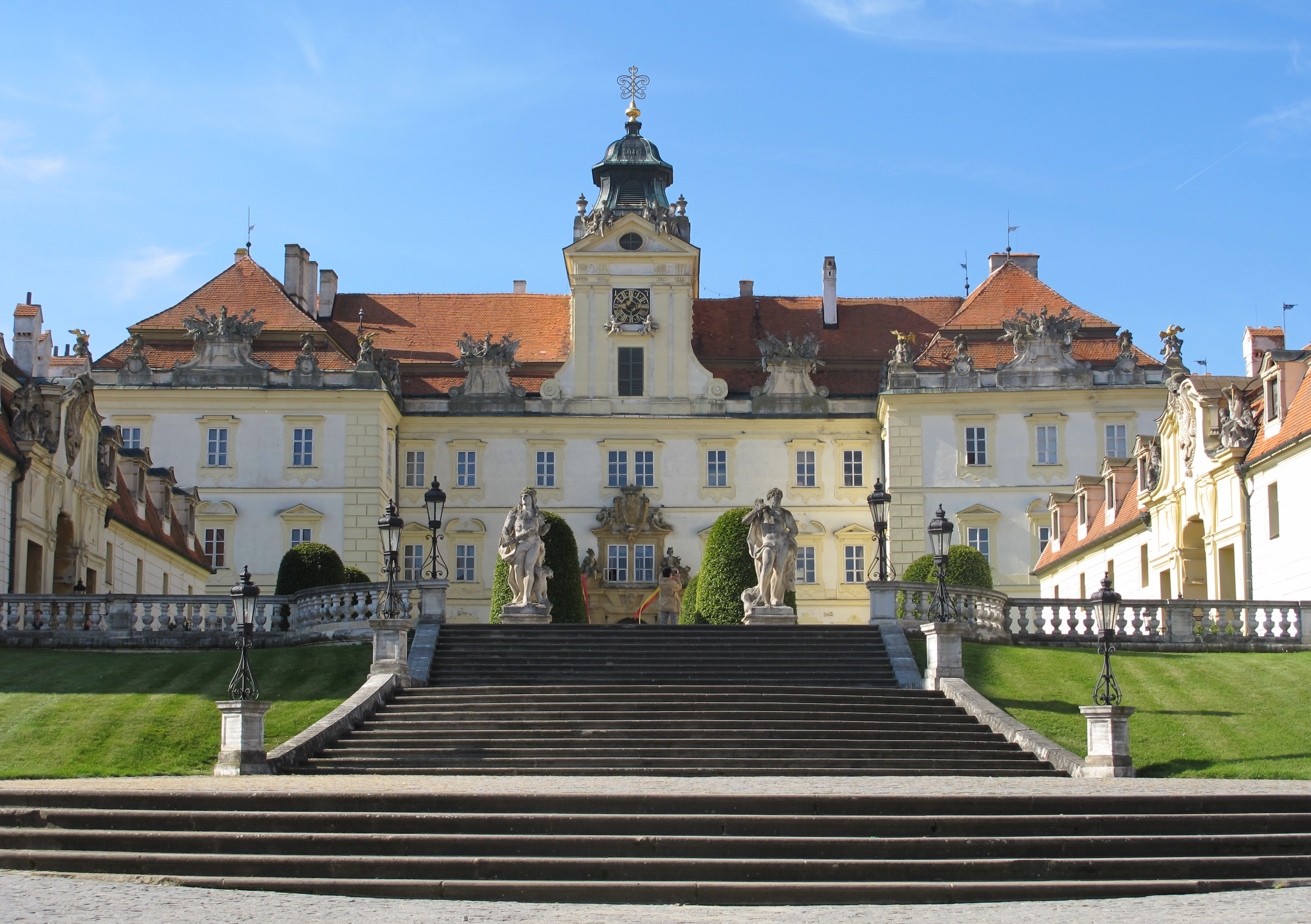
Schloss Feldsberg (heute Schloss Valtice), Sitz der Verwaltung (2010)

Die Herrschaft Feldsberg war eine Grundherrschaft im Viertel unter dem Manhartsberg im Erzherzogtum Österreich unter der Enns, dem heutigen Niederösterreich.

## Ausdehnung
Die Herrschaft umfasste zuletzt die Ortsobrigkeit über Feldsberg, Herrnbaumgarten, Bischofswarth, Garschönthal, Oberthemenau, Unterthemenau, Reinthal, Katzelsdorf und Schrattenberg. Der Sitz der Verwaltung befand sich im Schloss Feldsberg. 

## Geschichte
Letzter Inhaber der Fideikommissherrschaft war  Alois Josef Fürst von und zu Liechtenstein. Nach den Reformen 1848/1849 wurde die Herrschaft aufgelöst.